# Franz Alexander

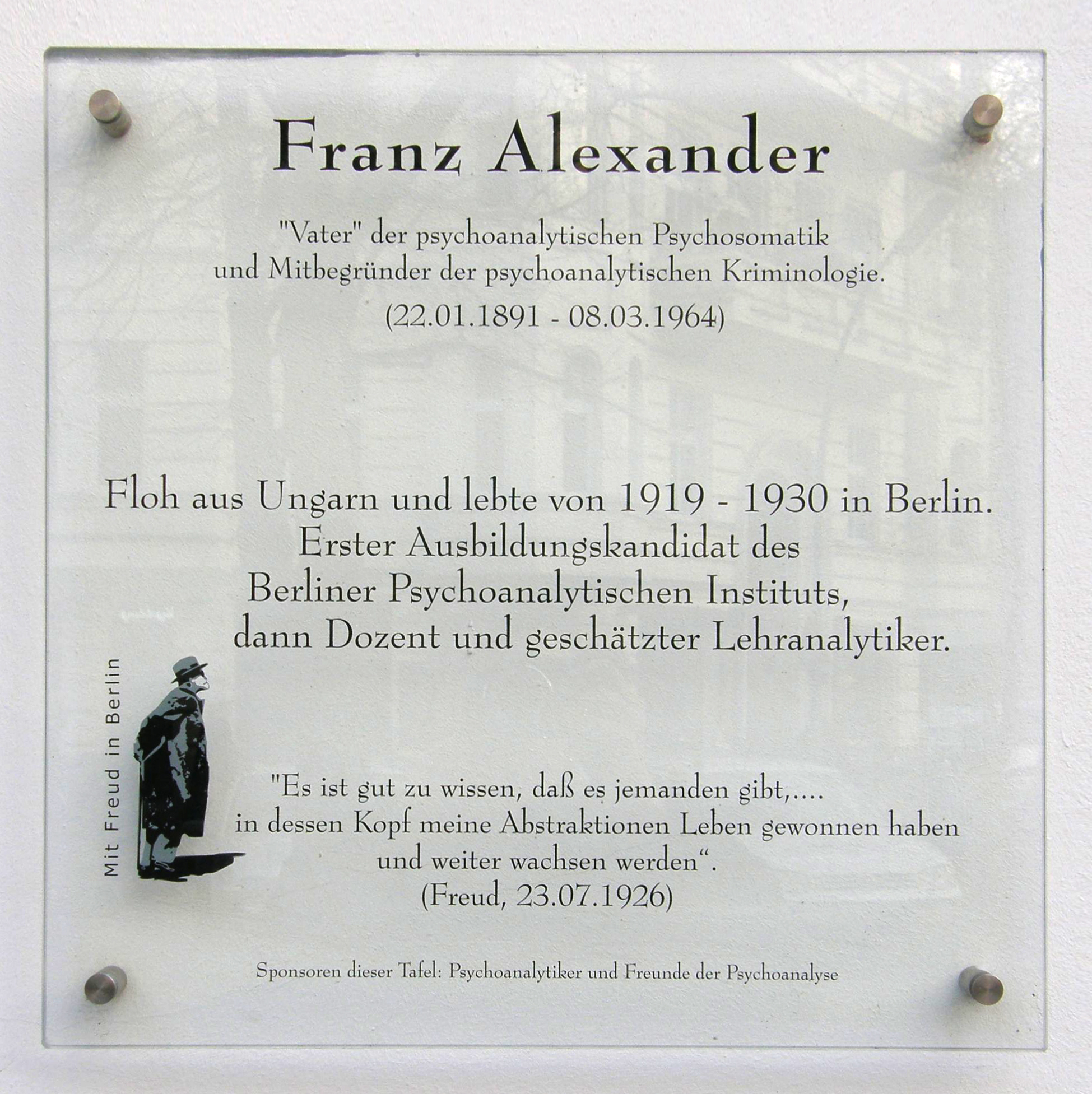
Tablica pamiątkowa Franza Alexandra w Berlinie

Franz Alexander (ur. 22 lutego 1891 w Budapeszcie, zm. 8 marca 1964 w Palm Springs) – amerykański psychoanalityk i lekarz węgierskiego pochodzenia, uważany za jednego z ojców medycyny psychosomatycznej i kryminologii psychoanalitycznej.
W 1910 został adiunktem naukowym w zakresie fizjologii w uniwersyteckim Instytucie Patologii Doświadczalnej, gdzie prowadził eksperymenty korelujące pracę mózgu z jego metabolizmem. W 1913 uzyskał tytuł doktora i rozpoczął pracę w uniwersyteckim Instytucie Higieny jako pracownik naukowy z zakresu bakteriologii. W 1914 otrzymał stopień podporucznika w armii austro-węgierskiej i kierował jednostką medyczną Czerwonego Krzyża. Trzy lata później objął dowództwo bakteriologicznego laboratorium terenowego, wyznaczonego do zapobiegania malarii na froncie włoskim i został odznaczony Krzyżem Zasługi za Zasłużoną Służbę. Po I wojnie światowej powrócił na uczelnię jako pracownik naukowo-kliniczny w psychiatrii i neurologii w klinice neuropsychiatrycznej.

## Życiorys
Urodził się w Budapeszcie. Jego ojcem był Bernard Alexander, profesor historii filozofii na Uniwersytecie Budapeszteńskim znany ze swych dzieł na temat filozofii i Szekspira, matką Regina Brössler. Po uzyskaniu licencjatu z Gimnazjum Humanistycznego w Budapeszcie w 1908 r., krótko studiował archeologię i filozofię na Uniwersytecie w Budapeszcie, zanim rozpoczął studia medyczne. Studiował medycynę na uniwersytetach budapeszteńskim i w Göttingen, a także w Cambridge w Instytucie Fizjologii. W 1910 r. został adiunktem naukowym w zakresie fizjologii w uniwersyteckim Instytucie Patologii Doświadczalnej, gdzie prowadził eksperymenty korelujące pracę mózgu z jego metabolizmem. Ukończył studia w 1912 r. i w ciągu następnych 3 lat napisał trzy prace na temat metabolizmu mózgu pod kierunkiem profesora Franza Tangla. W 1913 r. uzyskał tytuł doktora i rozpoczął pracę w uniwersyteckim Instytucie Higieny jako pracownik naukowy z zakresu bakteriologii. W 1914 r. otrzymał stopień podporucznika w armii austro-węgierskiej i kierował jednostką medyczną Czerwonego Krzyża. Trzy lata później (1917) objął dowództwo bakteriologicznego laboratorium terenowego, wyznaczonego do zapobiegania malarii na froncie włoskim i został odznaczony Krzyżem Zasługi za Zasłużoną Służbę. Po odbyciu służby wojskowej jako lekarz podczas I wojny światowej i asystenturze w klinice psychiatrycznej Uniwersytetu Budapeszteńskiego, zapoznał się z dziełami Zygmunta Freuda. Szybko przekonał się, że psychoanaliza to główna droga do badania procesów umysłowych i biologicznych, zarówno w psychiatrii, jak i innych dziedzinach medycyny.

## Zainteresowanie Alexandra psychoanalizą
Alexander odbył analizę własną i Hannsa Sachsa i został jednym z pierwszych uczniów Instytutu Psychoanalitycznego, który został otworzony przez Maxa Eitingona. W 1924 roku został wykładowcą tego instytutu i prowadził zajęcia z psychoanalizy, głównie dla studentów medycyny i lekarzy. W 1930 roku zaproszono go na Uniwersytet Chicago, gdzie dawał wykłady ze wstępu do psychoanalizy dla studentów medycyny, nauk społecznych i prawa. W tych latach Alexander był bardzo zainteresowany wykorzystaniem psychoanalizy w kryminologii, np. rozumieniu umysłu kryminalisty. W 1929 roku we współpracy z prawnikiem Hugo Staubem opublikował psychoanalityczne studium kryminologii Der Verbrecher und sein Richter (przetłumaczone w 1931 roku na język angielski jako The Criminal, the Judge, and the Public i wydane ponownie w 1957 roku). Również w 1929 roku Alexander rozpoczął seminaria z psychoanalizy dla sędziów i adwokatów w Instytucie Psychoanalitycznym w Berlinie. Doprowadziło to do jego zaproszenia do Bostonu i realizacji projektu naukowego z kryminologii we współpracy z Williamem Healy. Wyniki zostały opublikowane w 1935 roku jako Roots of Crime. 
W 1932 roku powrócił do Chicago aby objąć funkcję pierwszego dyrektora tamtejszego Instytutu Psychoanalizy utworzonego by szkolić psychiatrów i prowadzić badania naukowe w zakresie psychoanalizy.

## Badania Alexandra
Pierwszym badaniem realizowanym w Chicago był projekt poświęcony czynnikom emocjonalnym, przyczyniającym się do powstawania wrzodów żołądka i innych zaburzeń ze strony układu pokarmowego. Było to badanie unikalne w swej naturze, ponieważ nie było to studium przypadku w tradycyjnie rozumianej przez psychoanalityków formie. To badanie zbierało chorych z różnych praktyk i umożliwiało jednoczasowe ich badanie, porównywanie i wyciąganie wniosków. Po drugie, w tym badaniu zakładano, że czynniki psychogenne przyczyniające się do choroby somatycznej są bardzo specyficzne, a nie ogólne jak to zakładano w dotychczasowych opisach. Wyniki projektu opublikowano w pracy The Influence of Psychologic Factors Upon Gastrointestinal Disturbances: A Symposium w Psychological Quarterly w 1934 roku, a rok później w formie książkowej. Na podstawie wyników tych badań Alexander stworzył swoją wektorową teorię osobowości, a swoje poglądy opublikował w artykule The Logic of Emotions and Its Dynamic Background w „International Journal of Psycho-Analysis” w 1935 roku. Potem nastąpiły kolejne współprace naukowe nad czynnikami emocjonalnymi w astmie oskrzelowej, nadciśnieniu tętniczym i innych schorzeniach układu sercowo-naczyniowego, reumatyzmie i tyreotoksykozie. W 1950 roku pojawiło się książkowe podsumowanie tych badań – Psychosomatic Medicine.

## Rozwój medycyny psychosomatycznej
Alexander był jedną z wiodących postaci w rozwoju tej dziedziny medycyny. W 1939 roku pełnił wiodącą rolę w powstawaniu czasopisma Psychosomatic Medicine i do śmierci pełnił funkcję jednego z edytorów. Alexander czynił też wysiłki by poprawić metodologię badań w dziedzinie psychosomatyki. W 1953 roku zainicjował projekt mający sprawdzać trafność koncepcji, że czynniki emocjonalne związane z chorobami psychosomatycznymi są specyficzne dla tych chorób.

## Wybrane publikacje
- 1931, The Criminal, the judge and the public: A psychological analysis.
- 1960, The Western mind in transition: an eyewitness story. New York: Random House.
- 1961, The Scope of psychoanalysis 1921-1961: selected papers. 2. pr. New York: Basic Books.
- 1966, Psychoanalytic Pioneers. New York; London: Basic Books.
- 1968, The history of psychiatry; An evaluation of psychiatric thought and practice from prehistoric times to the present. Franz G. Alexander i Sheldon T. Selesnick. New York [etc.]: New American Libr.
- 1969 [c1935] (z Williamem Healy) Roots of crime: psychoanalytic studies, Montclair NJ: Patterson Smith.
- 1980, Psychoanalytic therapy. Principles and application. Franz Alexander and Thomas Morton French.